# Batalhão de Operações Especiais de Fuzileiros Navais

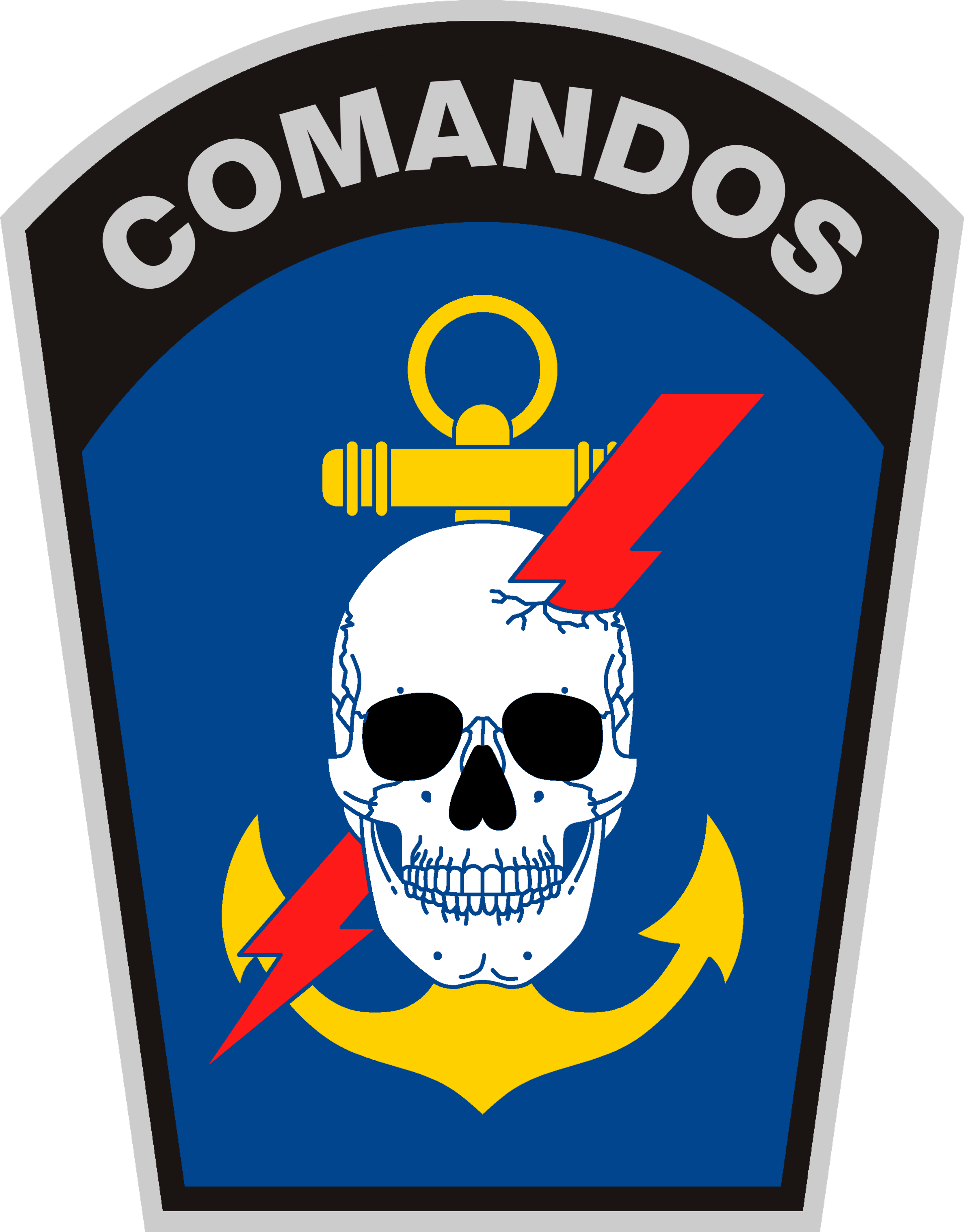
Escudo del Batallón de Operaciones Especiales de Marina

El Batallón de Operaciones Especiales de Fuzileiros Navais, conocido como el Batallón Tonelero, ubicado en la ciudad de Río de Janeiro, es la unidad militar de los Comandos Anfibios (COMANF), que son una tropa de las Fuerzas Especiales del Cuerpo de Fuzileiros Navais de Marina de Brasil. Son infantes de marina específicamente preparados para planificar, conducir y ejecutar Operaciones Especiales, Operaciones de Información y Operaciones Psicológicas.

## Historia
El Batalhão de Operações Especiais de Fuzileiros Navais (BtlOpEspFuzNav), fue creado el día 9 de septiembre de 1971 por el Aviso Ministerial n.º 0751, cuando el antiguo Centro de Recluta del Corpo de Fuzileiros Navais, que en esta área funcionaba, efectuó su cambio a la Isla de la Marambaia, concluida el 7 de marzo de 1972, el Batallón pasó a ocupar las instalaciones remanentes de aquel Centro, lo que, en la oportunidad, representaba el Edificio de Comando de hoy y algunas edificaciones aún existentes en la OM a la izquierda del río Guandu do Sapê.
En 1974 se construye la torre de saltos y se inician las construcciones, hoy existentes del lado derecho del citado arroyo, las cuales fueron incorporadas al Batallón desde 1976 hasta 1978.
En el inicio de su creación, el Batallón fuera organizado de acuerdo con la coyuntura de la época, mezclado el interés del Corpo de Fuzileiros Navais en tener una Unidad volcada al empleo en situación de guerra de guerrilla y la idea de tener un 4.º Batallón de Infantería. De ello resultó que el Batallón de Operaciones Especiales de entonces contara con una Compañía de Comando y Servicios, hasta hoy existente, y una Compañía de Operaciones Especiales, esta organizada a semejanza de una Compañía de Fuzileiros Navais. A partir de su creación, el Batallón TONELERO comienza a incrementar actividades de instrucción dirigidas a Operaciones Especiales. En ese contexto, en 1972 se formaría la primera clase de Oficiales oriundos de la Escuela Naval en el Curso de Contra-guerrilla (ConGue). A lo largo de los años, este curso sufrió modificaciones en su contenido y estructura, pasando a denominarse Curso de Adiestramiento de Comandos Anfibios, Curso Especial de Comandos Anfibios (ComAnf) y, posteriormente, dividiéndose en Curso Especial de Comandos Anfibios (CEsComAnf) y el Curso Especial de Operaciones Especiales (CEsOpEsp). A partir de 1998, la preparación del Comando Anfibios pasó a ser ministrada en un solo curso, el C-ESP-COMANF.
En 01/01/1991 la Compañía de Reconocimiento Anfibio (CiaReconAnf), pertenece a la Tropa de Refuerzo, fue transferida al Batallón. El 26 de marzo de 1996, la Compañía de Reconocimiento Terrestre (CiaReconTer), fue transferida de la División Anfibia al Batallón Tonelero, reuniéndose en el BtlOpEspFuzNav, todas las actividades de operaciones especiales de Fuzileiros Navais. Con el bulto e importancia de estas nuevas y tan complejas atribuciones, el Batallón Tonelero, hasta entonces perteneciente a la Tropa de Refuerzo, pasó a partir del 20 de diciembre de 1995, a la subordinación directa del Comando da Força de Fuzileiros da Esquadra.
Está organizado en una Compañía de Comando y Servicios, una Sección de Instrucción de Operaciones Especiales y tres Compañías de Operaciones Especiales. Esta estructura permite la organización por tareas de agrupamientos operativos y destacamientos para cumplir cualquier misión de interés de la Marina, dentro del contexto de operaciones especiales, incluso aquellas relacionadas con reanudación de instalaciones y rescate de personal de interés de la Marina.

## Finalidad
Este batallón tiene la finalidad principal, por medio de Comandos Anfíbios, contribuir a la ejecución del poder naval, efectuando:
- Reconocimiento especial.

- Guerra no convencional.

- Acción directa.

- Rescate de rehenes.

- Contra-terrorismo.

- Contrainsurgencia.

- Defensa interna en el exterior.

- Contra-narcóticos.

- Operaciones de inteligencia.

- Operaciones clandestinas.

- Misiones humanitarias.

- Asistencia a las fuerzas de seguridad.

## Organización
El batallón Tonelero está estructurado en:
1 ° Compañía de Reconocimiento
2 ° Compañía de Acción de Comandos
3.ª Compañía del Grupo Especial de Retomada y Rescate (GERR)
4.ª Compañía de Comando y Servicios (CCS)
Pelotón de Apoyo a las Operaciones Especiales (PelApOpesp)
Sección de Instrucción de Operaciones Especiales (SIOpE)

## Símbolos

### Breve
El símbolo identificativo de los Comandos Anfibios es su breve de apariencia hostil con un cráneo traspasado por un rayo; significando la muerte del enemigo y la velocidad y la violencia en sus acciones, un ancla; significando fidelidad a la Marina de Brasil y la capacidad de realizar operaciones acuáticas, un par de alas; significando capacidad de operar por medios aéreos, y una lápida azul; significando la oscuridad, ambiente formidable para las actividades de los Comandos Anfibios.

### Gorro negro
Otro símbolo identificativo de los Comandos Anfíbios es el gorro negro que en el caso de los militares del Corpo de Fuzileiros Navais de Marina de Brasil sólo los Comandos Anfíbios lo utilizan.

## Los cursos para ingreso en el Batallón
Para los Oficiales, Sargentos y Cables que fueron aprobados en la prueba para el curso de habilitación para promoción a Sargento, se imparte el Curso Especial de Comandos Anfibios (C-ESP-COMANF), con duración de 9 meses, que abarca las disciplinas infiltración;exfiltración; natación utilitaria; patrulla; artefactos explosivos; socorrismo avanzado; combate en áreas urbanas; combate cuerpo a cuerpo; alpinismo avanzado; rappel; técnicas de supervivencia en el mar y en tierra; inteligencia y contra-inteligencia; reconocimiento avanzado; el manejo de VANTS y aeronaves de ala rotativa de MB, entre otras, además de capacitación y adiestramiento para operar en regiones ribereñas y en el Pantanal y montañas, en clima frío, en regiones semiáridas, selva y área urbana. Los militares que se forman en ese curso reciben un brevé representado por un cráneo atravesado por un rayo rojo, símbolo que los destaca entre los demás Fuzileiros Navais.
Para Cables y Soldados se imparte lo Estágio de Qualificação Técnico Especial de Operações Especiais (EQTEsp-OpEsp), con una duración promedio de 8 semanas, comúnmente llamado "Comanfinho". Esta etapa tiene como objetivo formar auxiliares de COMANF. Los militares que se forman en ese curso reciben un brevé representado por un puñal atravesado por un rayo rojo, símbolo que los destaca entre los demás infantes de marina.
Después de formados en alguno de esos cursos los alumnos servirán en el Batallón Tonelero, y podrán perfeccionarse técnicamente a través de otros pasantías y cursos, como: Curso Básico de Paracaidista Militar; Curso de Precursor paraquedista; Curso de DOMPSA; Curso Expedito de Salto Libre y Curso Avanzado de Montañismo.

## Entrenamientos del Batallón
Los militares del Batallón Tonelero hacen todos los años, entrenamientos en diversos estados de Brasil, y también en el exterior buscando el perfeccionamiento y exactitud de sus técnicas de combate y la capacitación para operar en diferentes ambientes y climas. Y también realizan entrenamientos en conjunto con departamentos y tropas especiales como el MARSOC y Sayeret Matkal.
Todos los años militares del Batallón Tonelero realizan cursos y pasantías en el Ejército Brasileño que complementan su formación entre los cuales el Curso Básico de Paraquedista Militar, Curso de Precursor Paraquedista, Curso de Guerra en la Selva, Etapa de Operaciones en la Caatinga, Etapa de Operaciones en el Pantanal , entre otros. En el propio batallón realizan el Curso Expedito de Salto Libre (CEXSAL) y el Curso Expedito de Buceo Autónomo (C-EXP-MAUT).
Los militares del batallón que hablan la lengua inglesa, suelen ser designados para cursos en el extranjero, especializándose en unidades como el "MARSOC" del (Marines / EE. UU.), "Sayeret Matkal" del (IDF / Israel), y "GIGN" (Gendarmerie Nationale / Francia).

## Operaciones

### Angola
• UNAVEM III (1995).

### Bolivia
• Extracción del senador boliviano Roger Pinto (2013)
Misión clandestina para llevar en seguridad a Brasil el líder de la oposición del gobierno Evo Morales, los operadores transportaron al senador por 22 horas recorriendo 1.600 km, a través de un coche diplomático de la embajada de Brasil, pasando por regiones de difícil acceso y de producción de coca hasta llegar a Corumbá, en Mato Grosso do Sul.

### Haití
• MINUSTAH (2004-2017)
Bajo la égida de las Naciones Unidas, los Comandos Anfíbios tuvieron un importante papel en el combate a las guerrillas que asolaban el territorio haitiano y causaban gran inestabilidad política en el país. En todo contingente de Fuzileiros Navais en Haití hay Comandos Anfíbios, eso ocurre desde 2004 cuando Brasil comenzó a enviar tropas a ese país.

### Brasil
• Guerra del Araguaia.
• ECO-92, Río de Janeiro (1992).
• Juegos Panamericanos, Río de Janeiro (2007).
• Operaciones en el complejo de favelas de la Penha y del Alemán, Río de Janeiro (2010).
• Juegos Mundiales Militares, Río de Janeiro (2011).
• Jornada Mundial de la Juventud, Río de Janeiro (2013).
• Operaciones en el complejo de favelas de Maré, Río de Janeiro (2014).
• Copa del Mundo (2014).
• Juegos Olímpicos Río 2016.
• Operación Capixaba, Espírito Santo (2017).
• Operación Huracán [Todas las ediciones], Río de Janeiro (2017-2018).
• Crisis en el Puerto de Santos, São Paulo (2018).
• Operaciones en la Intervención Federal en Río de Janeiro (2018).

## Armamentos del Batallón
| Nombre             | Origen         | Tipo               |
| ------------------ | -------------- | ------------------ |
| Taurus PT92        | Brasil         | Pistola            |
| Taurus PT 24/7     | Brasil         | Pistola            |
| COLT SCW           | Estados Unidos | Fusil de asalto    |
| Mark 18            | Estados Unidos | Carabina           |
| Benelli M4         | Italia         | Espingarda         |
| Mossberg 590       | Estados Unidos | Espingarda         |
| Parker Hale M85    | Reino Unido    | Fusil de precisión |
| PGM Ultima Ratio   | Francia        | Fusil de precisión |
| PGM Hécate II      | Francia        | Fusil Antimaterial |
| Heckler & Koch UMP | Alemania       | Submetralhadora    |
| FN Minimi          | Bélgica        | Metralhadora       |
| AT-4               | Suecia         | Lanzacohetes       |